# Solenopsis maboya
Solenopsis maboya is een mierensoort uit de onderfamilie van de Myrmicinae. De wetenschappelijke naam van de soort is voor het eerst geldig gepubliceerd in 2001 door Snelling, R.R..